# Onychora hepaticaria
Onychora hepaticaria är en fjärilsart som beskrevs av Leo Schwingenschuss 1930. Onychora hepaticaria ingår i släktet Onychora och familjen mätare. Inga underarter finns listade i Catalogue of Life.